# Captain Toad: Treasure Tracker
Captain Toad: Treasure Tracker ("Capità Toad: El Perseguidor del Tresor"), anomenat al Japó Avança! Capità Toad (進め！キノピオ隊長, Susume! Kinopio Taichō) és un videojoc de trencaclosques per a la Wii U. Va ser llançat el 13 de novembre de 2014 al Japó, el 5 de desembre a Amèrica del Nord, el 2 de gener de 2015 a Europa (excepte a Itàlia, que va sortir una setmana després) i el 3 de gener a Australàsia.
El joc està basat en el minijoc The Adventures of Captain Toad, de Super Mario 3D World, en el qual es controlava el personatge Captain Toad per una sèrie de nivells en forma de trencaclosques, que tornen amb la profunditat i varietat afegida.
El 13 de juliol de 2018 van sortir mundialment dos ports del joc per a Nintendo 3DS i Nintendo Switch, amb un nou mode cooperatiu i nous nivells basats en Super Mario Odyssey.

## Jugabilitat

Captura de pantalla de Captain Toad: Treasure Tracker. Tant en el televisor com en el Wii U GamePad es mostra la mateixa imatge, però en el Wii U GamePad es gaudeix de la possibilitat de controlar les plataformes. En el nivell, Captain Toad té cinc vides extra, 52 monedes i cap diamant col·leccionat, segons es mostra en el HUD que recorda al de Super Mario 3D World.

Captain Toad controla el mateix que en el minijoc The Adventures of Captain Toad de Super Mario 3D World, i no pot saltar. Ell pot agafar les plantes de la terra que solen tenir monedes o naps que es poden llençar, com en Super Mario Bros. 2., però de vegades pot tenir diamants. Aquests actuen similar als blocs de monedes en qualsevol videojoc de plataformes de Mario, ja que poden contenir una sola moneda o 10 monedes que el jugador ha de tirar en un temps límit. L'objectiu de cada nivell és arribar a l'estrella de poder. En els joc els nivells es refereixen com a "mini-estadis", dividits en diversos estadis jugats per cada personatge que desbloquegen contingut extra.
Es pot recollir la cua piqueta també, similar al martell trobat en Donkey Kong, el deixa l'arada a través dels enemics i els blocs per un breu període. Toad pot ser colpejat dues vegades abans de morir, i pot recollir bolets per restaurar la seva salut. Els naps es poden llençar als enemics com en Super Mario Bros. 2. La càmera es pot girar en qualsevol direcció per veure l'etapa en diferents angles. Cada etapa té també 3 diamants, similar a la d'estrelles verdes, i un segell per recollir. El poder de la Doble Cirera torna de Super Mario 3D World, així com diversos enemics i alguns de nous. El personatge Toadette serà desbloquejable.
També es poden fer servir altres elements del Wii U GamePad, com el giroscopi i el micròfon, per completar els nivells moment el personatge; desbloquejant portes, etc.
Qui tingui dades de desament de Super Mario 3D World (Wii U) pot accedir ràpidament a uns nivells bonus que si aquestes dades no existeixen s'haurien de desbloquejar amb desafiaments especials.

### Compatibilitat amb amiibo
L'amiibo de Toad de la línia "amiibo x Super Mario" es pot aprofitar en Captain Toad: Treasure Tracker per desbloquejar uns "mini-escenaris" on s'han de trobar els Toads pixelats ocults, a partir del 19 de març de 2015 a Europa i 20 de març de 2015 a la resta del món mitjançant una actualització de programari; la figura va sortir el mateix dia. També va sortir un paquet amb el joc i la figura al Japó. Al tocar l'amiibo de Toad al lector NFC del Wii U GamePad abans de triar una fase, té lloc una breu animació on una miniatura pixelada del personatge entra a la pàgina del llibre i s'hi amaga. La funció del jugador és buscar a l'etapa, principalment movent la càmera amb el sensor de moviment del Wii U GamePad per trobar el personatge, que comença a cridar quan és a prop, facilitant una mica la recerca. La recompensa és una marca d'or d'estampació en l'escenari de la pàgina.
La resta de figures desbloquegen vides extra.

## Argument
Captain Toad i Toadette estan de caça del tresor, i escalen una estructura per obtenir un Star Power. Un corb gegant anomenat Wingo apareix i roba l'estrella, i quan Toadette intenta impedir-ho, també acaba a les seves urpes. El joc guia en Toad a la recerca d'en Wingo i rescata a la Toadette. En el segon capítol de la història, torna a passar el mateix, però aquest cop acaben segrestant a en Toad i el jugador controla a la Toadette. Després de rescatar en Toad i que en Wingo torni a aparèixer, tornen a segrestar a la Toadette i en Toad cau de la torre d'en Wingo. Llavors comença el tercer capítol, on tant Toad com Toadette s'enfrontaran a en Wingo, després de derrotar el rei de Pyropuff Peak, Draggadon, per tercer cop. En l'última escena del joc es veu la introducció a Super Mario 3D World, i el Capità Toad seguirà una Estrella Verda que cau en un tub transparent. En les versions de Switch i 3DS, l'escena final mostra a Captain Toad seguint l'Odyssey.

## Actualitzacions
Versió 1.1.0 (disponible des del 19 de març de 2015 a Europa i des del 20 a la resta de món) [necessita 20 MB per descarregar-se]
Afegeix compatibilitat amb amiibo.

## Ports per a Nintendo 3DS i Nintendo Switch
Les consoles Nintendo 3DS i Nintendo Switch van rebre un port cadascuna de Captain Toad: Treasure Tracker el 13 de juliol del 2018. Aquests comparteixen la mateixa història però afegeixen elements argumentals basats en Super Mario Odyssey, ja que se substitueixen quatre nivells bonus basats en Super Mario 3D World per d'altres basats en aquest joc. La versió de Switch té un milió d'unitats venudes. Ambdues versions també tenen compatibilitat amb amiibo, però aquest cop l'amiibo de Toad dona invencibilitat i no desbloqueja el minijoc de trobar el Toad pixelat, que apareix un cop es completa el nivell. Els amiibo de Mario, Peach i Bowser de casament desbloquegen els nivells de Super Mario Odyssey abans, i qualsevol altre amiibo dona xampinyons d'una vida.
En la versió de Switch s'afegeix un mode cooperatiu en què un jugador controla al Capità Toad o a la Toadette i un segon jugador, el punter. També s'anuncia un paquet de contingut descarregable de pagament, "Special Episode", on s'ofereixen cinc nous nivells i 13 desafiaments més en nivells ja existents. El 13 de febrer de 2019 surt la versió 1.1.0 que permet als qui reservaren el DLC poder provar el primer nivell nou, i afegeix un altre mode cooperatiu on un primer jugador controla al Capità Toad i al segon a un Toad lila, excepte en els "Special Episode" on aquest segon controla a la Toadette. També s'afegeix un botó de reinici. La versió 1.2.0, llançada el 14 de març de 2019, disponibilitza per complet el "Special Episode". El 29 de juliol de 2019 surt la versió 1.3.0, que remasteritza quatre nivells existents per a ser gaudits amb el kit de realitat virtual de Nintendo Labo.

## Desenvolupament
| Director    | Shinya Hiratake Kenta Mokotura |
| Productor   | Koichi Hayashida               |
| Compositor  | Naoto Kubo Mahito Yokota       |
| Referències | [ 8 ]                          |

Captain Toad: Treasure Tracker, al Japó Advance! Captain Toad, es va anunciar en el Nintendo Digital Event de l'E³ 2014. Es va anunciar una data de "finals de 2014" i de gener de 2015 a Europa; es va explicar que això es deu al fet que no volia interferir amb l'èxit d'un joc de llançament proper, segurament Super Smash Bros. for Wii U. A mitjans d'octubre de 2014, es va anunciar que el joc sortiria el 13 de novembre de 2014 al Japó, el 5 de desembre a Amèrica del Nord, el 2 de gener de 2015 a Europa i el 10 de gener a Australàsia (tot i que es va avançar al dia 3).
El director de Captain Toad: Treasure Tracker, Shinya Hiratake, volia que el videjoc el protagonitzés en Link, ja que va pensar que era idoni per al paper: un personatge que no podia saltar. Li va mostrar una demo a Shigeru Miyamoto, i aleshores van decidir que no el protagonitzés Link, sinó el cap de la 'Brigada Toad de Super Mario Galaxy i Super Mario Galaxy 2, el Captain Toad (o Jefe de la Cuadrilla Toad aleshores). En un minijoc de Super Mario 3D World, la seva motxilla pesava massa com per poder saltar. Vist l'èxit, van decidir, junt amb Miyamoto que va donar-li suport, dur-lo a un joc complet.
En el videojoc hi ha col·laborat 1-UP Studio, desenvolupadora que també ha treballat amb Super Mario 3D Land (quan es deia Brownie Brown) o en Super Mario 3D World, segons es mostra en els crèdits. També s'ensenyen 75 persones; moltes d'elles han treballat en Super Mario 3D World. La seva banda sonora l'ha elaborat Mahito Yokota, conegut per compondre, junt amb Koji Kondo, la BSO de Super Mario Galaxy, i Naoto Kubo, que debutava per primera vegada com a compositor de Nintendo. Encara que els crèdits no ho diuen, sembla que Shinya Hiratake va ser director, Kenta Motokura segurament co-director i Koichi Hayashida el productor.
Tant el director Shinya Hiratake com Hayasahida van assegurar que la inspiració dels nivells cúbics es remunta a Super Mario 64. L'ànim dels desenvolupadors els va dur a crear un centenar d'escenaris, on es limitava el fet de no poder saltar i l'atac dels enemics. Per aquest fet, van potenciar el Capità amb ítems i el fet d'avançar subreptíciament passant desaparcebut pels Shy Guys, que no poden veure en tots costats per la seva màscara. Preguntat pel disseny dels nivells, Hiratake va explicar que primer pensaven les mecàniques de jugabilitat desitjades i després l'estètica. Posant com a exemple un escenari nocturn ple de Boos i de blocs; van explicar que l'atractiu del nivell és la casa fantasma, i que el fet d'afegir-hi portes dona una forma de joc més "bona". Hayashida també ha explicat que volien posar en Mario com a protagonista, però el fet és que ell podia saltar. Koichi Hayashida va afirmar que la gran afició de Shigeru Miyamoto, el cub de Rubik, ha estat implementada en el minijoc The Adventures of Captain Toad de Super Mario 3D World però després en Captain Toad: Treasure Tracker.
En una entrevista a Nintendo Life, Koichi Hayashida ha explicat que voldria nous jocs protagonitzats per la Brigada Toad, i també ha indicat que els mons giratoris i el mode de contrarellotge són records de la NES.
Shinya Hiratake, productor de Captain Toad: Treasure Tracker, va ser entrevistat el dia 13 de febrer de 2015 per MariChan a Miiverse en un "Miiting". Hiratake ha explicat que el malvat Wingo està inspirat en l'obra de Les mil i una nits, i ha ressaltat també que el model visual de Captain Toad: Treasure Tracker és totalment diferent al vist a Super Mario 3D World, principalment respecte a la seva personalitat i expressions facials. Hiratake també ha comentat que abans d'anomenar el joc "Avança, Capità Toad!" a la primavera de 2014, tenien pensat anomenar-lo "El Capità Toad i les seves aventures comprimides", "Hola, Capità Toad!" o "El Capità Toad ho dona tot!". Hiratake va confessar que el seu nivell preferit és "1-17: Nevada sobre el comboi estelar", on el Capità Toad es troba en un tren travessant els núvols.
El productor de Captain Toad: Treasure Tracker, Koichi Hayashida, va revelar el 22 de febrer de 2015 que va proposar al director de la sèrie Mario Kart (Hideki Konno) perquè considerés l'opció d'afegir el Captain Toad a la llista de personatges jugables d'un futur títol. El director Shinya Hiratake va manifestar en la mateixa revista que ell també vol que el Captain Toad esdevingués una figura freqüent a partir d'ara.

## Recepció

### Crítica
Captain Toad: Treasure Tracker va ser qualificat per Famitsu amb quatre crítiques que formen 8/9/9/8, una mitjana de 34/40 punts. Amb un 8, el primer analista considera els més de 70 escenaris petits, rejugables, creatius, divertits i graciosos. Amb un 9, el segon considera els nivells molt creatius i estratègicament fets. Amb un 9, el tercer també veu molta varietat en els nivells, i la gràcia d'acabar-los fent abans molts errors. Amb un 8, el quart veu molt funcional la vista i els nivells.
Captain Toad: Treasure Tracker ha rebut crítiques força positives, amb un 80 de mitjana a Metacritic i un 80,36% a GameRankings. Gaming Age li dona la nota més alta de Metacritic, un A- (90%), comentant que no superarà en vendes a Super Smash Bros., però sí per passar unes vacances de Nadal divertides. GameTrailers li dona un 9.0 de 10, comentant que és un joc gratificant que accelera la creativitat i el desafiament a mantenir-se addicte, amb un gran nombre de trencaclosques i extres. Post Arcade (National Post) i usGamer coincideixen amb un 9, dient que l'usuari no es deixi enganxar pel seu preu, ja que té molt de "suc".
Nintendo World Report li dona un 9 de 10, comentant que, amb alguns matisos, el videojoc és realment encantador. GamesBeat, amb un 85/100, compara Donkey Kong (Game Boy) amb Captain Toad: Treasure Tracker, dient que és un munt de màteria digerible. GamingTrend, amb un 85 (Bo), considera la primera aventura en solitari amb el Toad (la primera realment va ser a Wario's Woods) és realment memorable, tot i que amb esmalt. Polygon, amb un 8,5/10, considera que té més encant i intel·ligència més que en reflexos i espectacle. GameInformer, amb un 8,25/10, diu que té el mateix esperit creatiu que un joc de Mario. Digital Chumps, amb un 8,2, diu que el joc té tots els números per ser un joc competitiu, amb una jugabilitat simple i el disseny únic dels nivells. IGN, amb la mateixa nota, ha trobat problemes al menú i als controls, però considera que és una ampliació del concepte bàsic del Captain Toad. Game Revolution, amb un 4.0/5, considera el joc infantil però desafiador. GameSpot, amb un 8 de 10, troba que és una amplicació del minijoc de Super Mario 3D World, com IGN. Nintendo Life diu que és el primer joc dissenyat des de zero per a la Wii U. Destructoid i EGM, amb un 8/10, no el considera espectacular, però sí entretingut. Joystiq, amb quatre estrelles de cinc, diu que és ple de profunditat i detall.
XGN, amb un 7,5 de 10, considera Captain Toad: Treasure Tracker una aventura plena de trencaclosques fàcils i curts. GamesRadar, amb tres estrelles de cinc, considera el joc massa car, i que s'ha refiat de les vendes per enllaçar-lo amb la marca Mario. Giant Bomb, amb la mateixa nota, el considera pesat, maco i únic.

### Vendes
Captain Toad: Treasure Tracker va ser el setè videojoc més venut en la setmana del 10 al 16 de novembre al Japó; va necessitar tres dies per vendre 28.025 unitats. Va ser el segon joc més venut a la eShop de Wii U nord-americana del 2 al 9 de desembre de 2014.

### Prellançament
Nomenat "el millor spin-off de Nintendo en l'any", Eurogamer descriu el joc com "correcta implantació" del protagonista i "l'experiència plenament efectiva que va debutar en Super Mario 3D World es mereixia". Polygon declara que el joc "farà caure en amor amb el nivell de carret de la mina", comparant alguns nivells a un "ambient desèrtic Super Mario", i altres a una "casa fantasma a l'estil de Luigi's Mansion".

### Premis
| Any  | Premis                      | Categoria                          | Resultat  | Ref.   |
| ---- | --------------------------- | ---------------------------------- | --------- | ------ |
| 2014 | GameTrailers's Best of 2014 | Best Puzzle/Adventure              | Nominat   | [ 47 ] |
| 2014 | GameTrailers's Best of 2014 | Best Wii U Exclusive               | Nominat   | [ 48 ] |
| 2015 | IGN's Best of 2014          | Best Puzzle Game                   | Nominat   | [ 49 ] |
| 2015 | IGN's Best of 2014          | Best Puzzle Game - People's Choice | Guanyador | [ 50 ] |
| 2015 | IGN's Best of 2014          | Best Wii U Game                    | Nominat   | [ 51 ] |
| 2015 | GDC Awards 2015             | Best Design                        | Nominat   | [ 52 ] |

### Màrqueting

#### En fires
Una demo de Captain Toad: Treasure Tracker va estar present en:
- 15a Japan Expo, que se celebrà entre el 2 i el 6 al Paris Nord Villeprinte Exhibition Centre de París.[53]
- San Diego Comic-Con, dut a terme del 24 al 27 de juliol al Centre de Convencions de San Diego.[54]
- Gamescom del 2014, celebrat a Colònia (Alemanya) del 13 al 17 d'agost.[55]
- L'edició 2014 de la Penny Arcade Expo, duta a terme del 29 d'agost a l'1 de setembre al Centre de Convencions de l'Estat de Washington, a Seattle.[56]
- EGX London 2014 del 25 al 28 de setembre de 2014.[57]
- Holiday Mall Experience, on s'hi va dur un estand amb demos a setze centres comercials dels Estats Units del 24 de novembre al 21 de desembre de 2014.[58]
- Diverses botigues repartides pels Estats Units.[59]

#### Còmic online
El 12 de novembre de 2014 s'estrena la revista online Nintendo Extra, que duu un còmic especial del joc.
- Episodi 1: "¡Aventuras en el templo de los Muroestorbones!". 12 de novembre de 2014[60]
- Episodi 2: "Aventuras en la meseta del champiñón". 24 de novembre de 2014 primera edició;[61] 18 de desembre de 2014 segona edició[62]
- Episodi 3: "El comienzo". 4 de desembre de 2014 primera edició;[63] 2 de març de 2015 segona edició[64] (posa en contradicció el que Koichi Hayashida va dir sobre el gènere dels Toad)
- Episodi 4: "Aventuras en la villa de los Shy Guys". 10 de desembre de 2014 primera edició;[65] 2 de març de 2015 segona edició[66]

#### Marxandatge
- Dos ninots de Captain Toad, un sense ítems i un altre amb el martell i un nap, van sortir al Japó el desembre de 2014.[67]
- Si es reserva una còpia de Captain Toad: Treasure Tracker a la botiga online britànica de Nintendo es podia rebre un clauer temàtic.[68]
- El lloc web nord-americà conté un joc en el qual s'ha d'imprimir un fitxer PDF i construir: un frontal, una targeta del club de la Brigada Toad, enemics en paper, i foliscopi d'un nap.[69]
- Una làmpada del Captain Toad va estar disponible al Club Nintendo europeu a data de 29 de juny de 2015.[70]

#### Altres
Captain Toad: Treasure Tracker apareix en diversos vídeos promocionals de Nintendo, en els que s'aprofita a fer promoció d'altres jocs, com per exemple Tomodachi Life, o altres jocs "de por" o nadalencs. S'ha fet referència al joc en múltiples edicions de la web-sèrie The Cat Mario Show i Nintendo Minute, i destaquen diversos anuncis publicitaris emesos per Europa, Amèrica del Nord i Japó. També es van organitzar concursos de dibuix a Miiverse.
Existeix un panell basat en el joc en el minijoc "la Busca del Cromo" de la Plaza Mii de StreetPass al Japó i a Amèrica, disponible en cada regió des del seu dia de llançament excepte a Europa, que va aparèixer el dia 20 de desembre de 2014. Es poden descarregar un conjunt d'ítems temàtics del joc per a la versió japonesa del videojoc de Nintendo 3DS Animal Crossing: New Leaf.
L'amiibo de Toad de la línia "amiibo x Super Mario" es va vendre junt amb una còpia del joc a partir del 13 de març de 2015 al Japó. Va sortir el 24 de juliol a Europa.
Va ser el desè joc més valorat entre dos mil aficionats britànics a data de 6 de juny de 2015 segons la Nintendo britànica i amb motiu d'un vídeo que el va mostrar al maig.
Un "Event Course" (nivell compartit online a Super Mario Maker) amb el "Costume Mario" (disseny que en Mario adopta sobre un personatge en el seu estil 8-bit) del Captain Toad va sortir el 25 de desembre de 2015 de franc. A la versió europea el personatge no pot saltar degut el pes de la seva motxilla, tal com passa a Captain Toad: Treasure Tracker.
El joc va resortir com a part de la línia Nintendo Select el 30 de setembre de 2016 a Europa.